# Belloa
Belloa é um género botânico pertencente à família Asteraceae.